# Церква святого Миколая (Меджибіж)
Це́рква свято́го Микола́я, або За́мкова це́рква — центральна будівля стародавньої Меджибізької фортеці, розташовується посеред замкового двору. Діючий православний храм Православної церкви України. Тривалий час діяла як латинська церква (костел), коротший — як мечеть.
Ця культова споруда протягом чотирьох століть служила місцем молитви для людей різного віросповідання.

## Історія

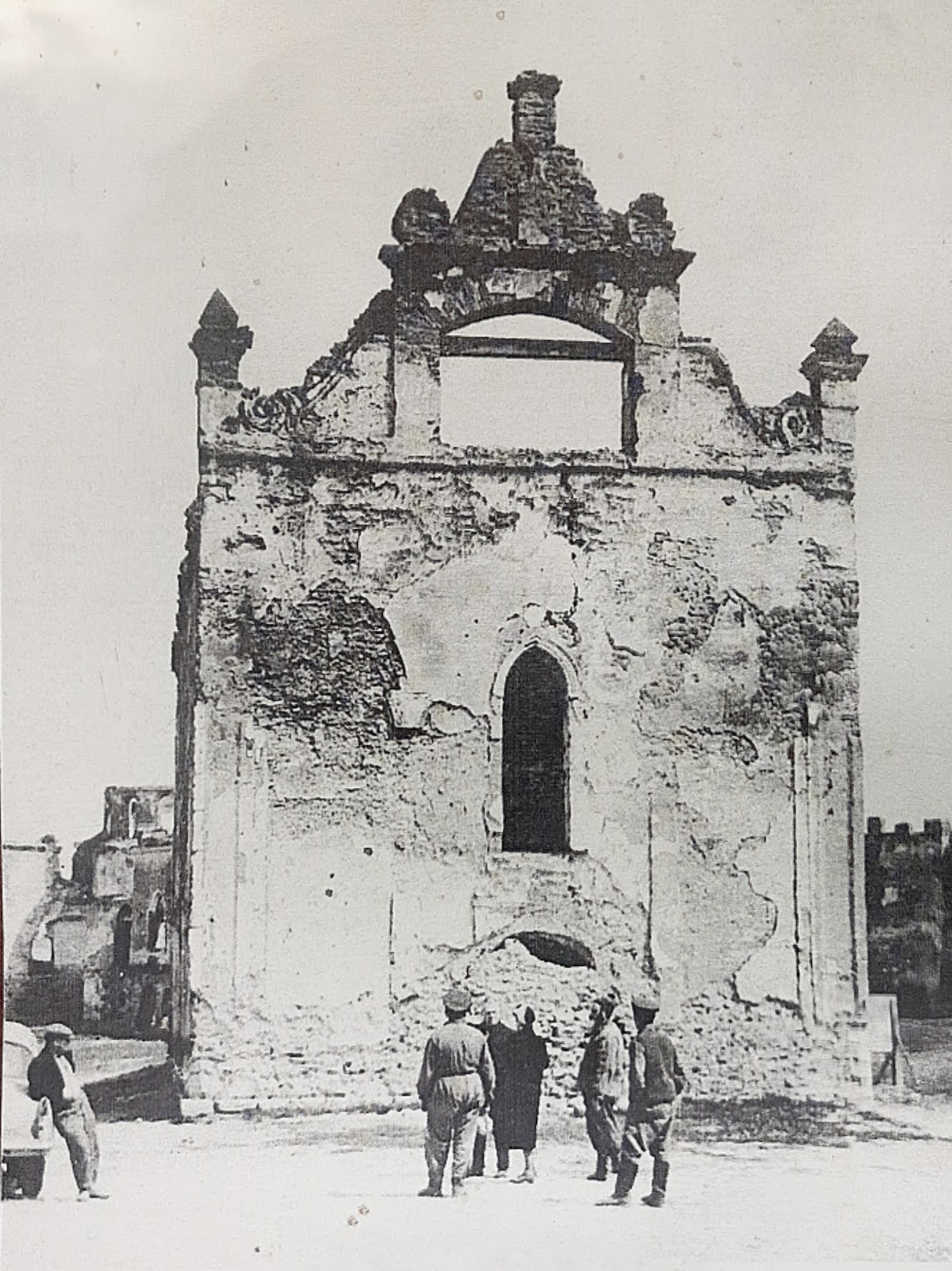
Каплиця у Меджибізькому замку. Стан у 1966 році

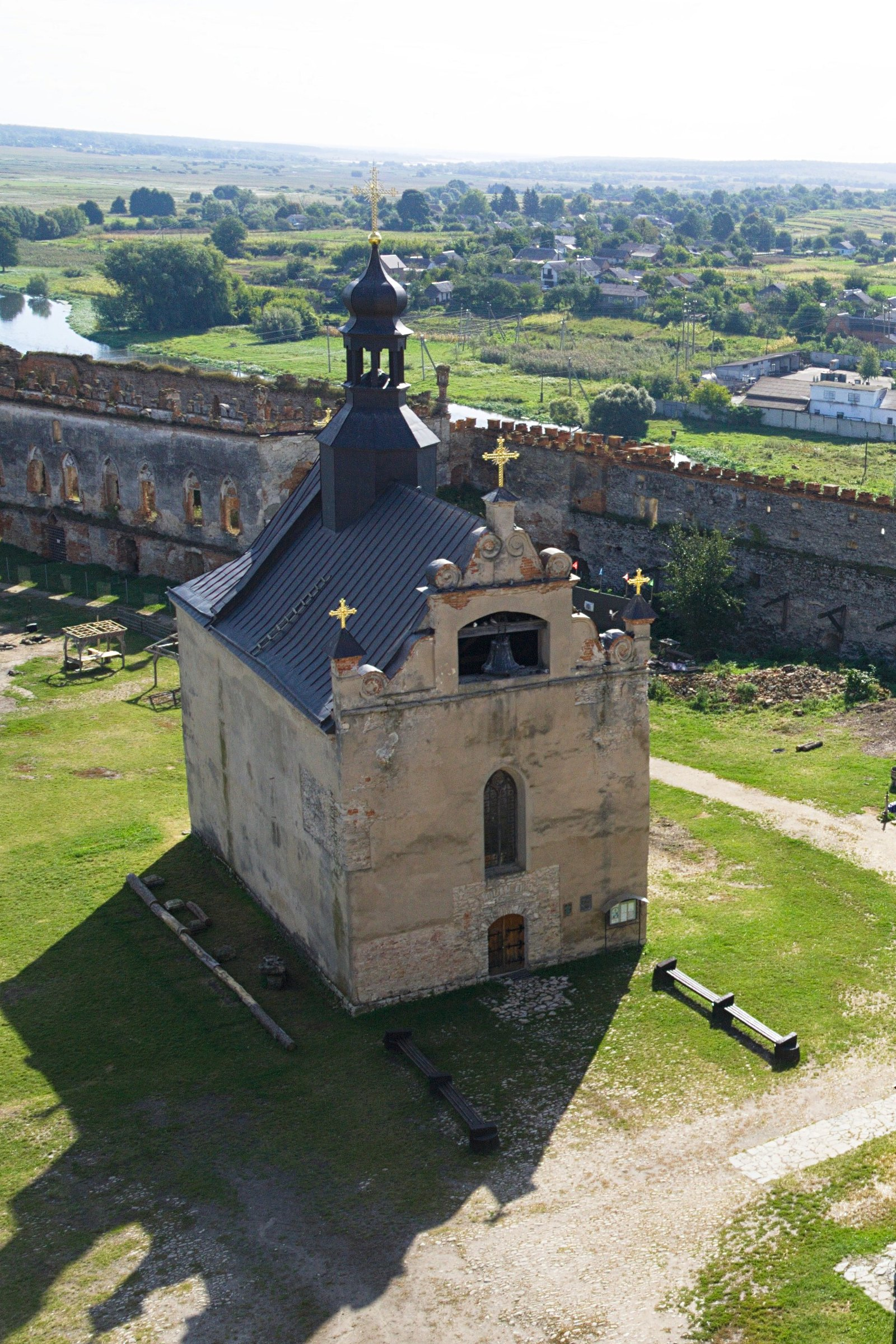
Замкова церква у Меджибожі. Вигляд з Лицарської башти

Храм на території фортеці існував вже в часи першого давньоруського форпосту, який був зведений на місці замку до навали орди. У XIII столітті за наказом завойовників церква разом з замком і іншими оборонними спорудами Межибожа була знищена.
У XIV сторіччі після звільнення Поділля від татар, подільські князі брати Коріятовичі відновили фортецю і перед її первісним ядром наново звели церкву.
У XIV—XV століттях у замковому храмі відбувались поховання. Після 1432 року храм, що стояв на замковому подвір'ї, почав слугувати як костел (латинський храм).
Дата постання мурованої каплиці, яка нині є Замковою церквою, має розбіжності. У поширених публікаціях без зазначення першоджерел стверджується, що 1586 року після реконструкції проведеної коштом власників замку Сенявських, костел почав служити каплицею. Однак, в акті постання парафії, який складено 4 травня 1632 року, єпископ П'ясецький подає інші відомості: «Спорохнявілий від старості, дерев'яний костел в Меджибожі під час „шаленіючої єресі“ не мав вже плебана, а іновірці загарбали його дотації. У зв'язку з тим властитель Меджибожа Рафаїл Сенявський, каштелян Кам'янецький у 1588—1593 роках, зафундував у 1591 р. муровану замкову каплицю св. Станіслава, яку хотів передати францисканцям. Нову бенефіцію, однак, отримали капелани з дієцезіяльного кліру». Таким чином Рафаїл Сенявський задекларував перехід до католицької церкви від кальвінізму, який сповідував його батько Миколай Сенявський, і в якому був вихований він сам.
В роки існування Подільського еялету християнська святиня була перетворена на мечеть. Коли в кінці XVII ст. було відновлено Подільське воєводство, храм знову став костелом.
В якості католицького костелу при Меджибізькій повітовій школі храм діяв до 1841 року, про що згадує Леонард Совінський у мемуарах «Wspomnienia szkolne» (пол. «Шкільні спогади»). Після передачі Меджибізького замку у відання російського військового відомства був переосвячений на православну церкву, у тому числі слугував полковою церквою 12-го Охтирського гусарського полку. Чітка дата переосвячення наразі невідома.
Храм закрили 1919 року. В радянський період приміщення храму використовували як цех маслозаводу і склад яйцебази, а у 1968—1969 роках проводили дослідницькі роботи.
18 липня 2005 року розпорядженням голови Хмельницької облдержадміністрації (№ 228/2005 р.) культову споруду передали у користування Української православної церкви Київського патріархату.
22 травня 2007 року у день храмового празника відбувся перший вхід та освячення церкви. На запрошення настоятеля храму Петра Леськіва на святкову літургію прибули 11 священиків з Хмельницької, Тернопільської та Вінницької єпархії, їм співслужив церковний хор з м. Бережани.
Після Об'єднавчого собору 15 грудня 2018 року став частиною автокефальної Православної церкви України.

## Архітектура
Споруду зведено наприкінці XVI ст. у змішаному стилі, який поєднує в собі пізньоготичну основу з елементами східноєвропейського ренесансного декору. Така запізніла стилістика, позбавлена пишних декоративних форм, «виразно утворених потребами католицької пропаганди чито у маньєристичній, чи то у ранньобароковій версії» була характерною для храмів на периферії Речі Посполитої періоду Контрреформації, в яких втілювалася релігійна ревність заможних верств суспільства.
Храм розташований в центрі двору фортеці. Складений з каменю-вапняку. Являє собою прямокутну будівлю з п'ятигранною абсидою на сході. Перекриття — хрестові склепіння. У північній стіні розташований аркосолій. Із заходу нава відділена від нартекса балконом на стовпах для хорів. Під будівлею — крипта, перекрита напівциркульним склепінням. Наприкінці XX століття храм був перекритий ґонтою, на даху відновлено сиґнатурку.
Суворий характер замкової церкви з гладкими, позбавленими декору стінами пом'якшується стрункими пропорціями, ренесансним фронтоном, шатровим дахом, завершеним башточкою, білокам'яним південним порталом.
У 2005 році храм передали громаді УПЦ КП. До 2007 року храм перекрили мідною бляхою, встановили позолочені хрести.

## Цікаві факти
- 10 жовтня 2017 року Національним банком України випущено в обіг монету «80 років Хмельницькій області» номіналом 5 грн. Одним із зображень на аверсі монети є зображення замкової церкви св. Миколая в Меджибожі.